# Psalm 40

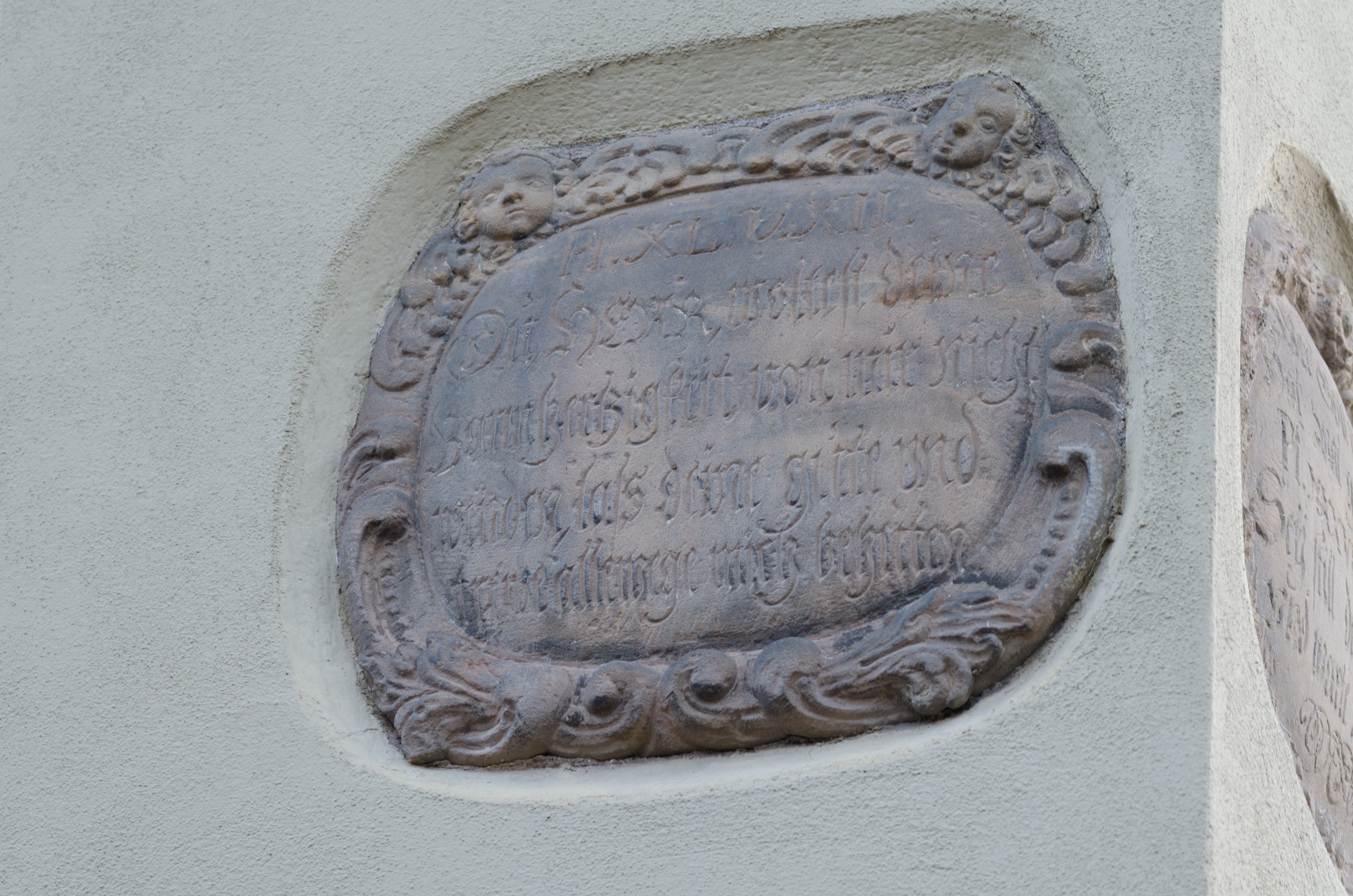
Psalm 40 Vers 12 an einem Haus in Gotha

Der 40. Psalm (nach griechischer Zählung der 39.) ist ein Psalm Davids aus dem ersten Buch des Psalters. 

## Gattung
Der erste Teil des Psalms (Vers 1–11) gehört in die Reihe der Dankpsalmen eines Einzelnen. Die Verse 13–18 stellten ursprünglich möglicherweise einen eigenständigen Psalm dar, da er praktisch identisch ist mit Psalm 70. Dieser Teil gehört eher in die Gruppe der Klagepsalmen.